# Psilocybe allenii
Espèce
Psilocybe allenii est une espèce de champignons de la famille des Hymenogastraceae. Décrite en 2012, elle est nommée d'après John W. Allen, qui a fourni la collection de ces types. On la trouve dans le Nord-Ouest de l'Amérique du Nord, de la Colombie-Britannique au Canada, à Los Angeles en Californie, le plus souvent dans un rayon de 15 km de la côte Pacifique des États-Unis.
Les sporophores poussent sur le bois pourri, en particulier les copeaux de bois utilisés dans l'aménagement des jardins. Le caps des champignons est brun à brun clair, largement convexe à aplati et a un diamètre allant jusqu'à 9 cm, tandis que les stipes sont blancs. En tant qu'espèce bleuâtre du genre Psilocybe, P.allenii contient les composés psychoactifs psilocine et psilocybine, et elle est consommée de manière récréative pour ses propriétés hallucinogènes. Elle est étroitement liée à Psilocybe cyanescens, dont elle diffère macroscopiquement par l'absence d'une marge ondulée bordant le chapeau.

## Description

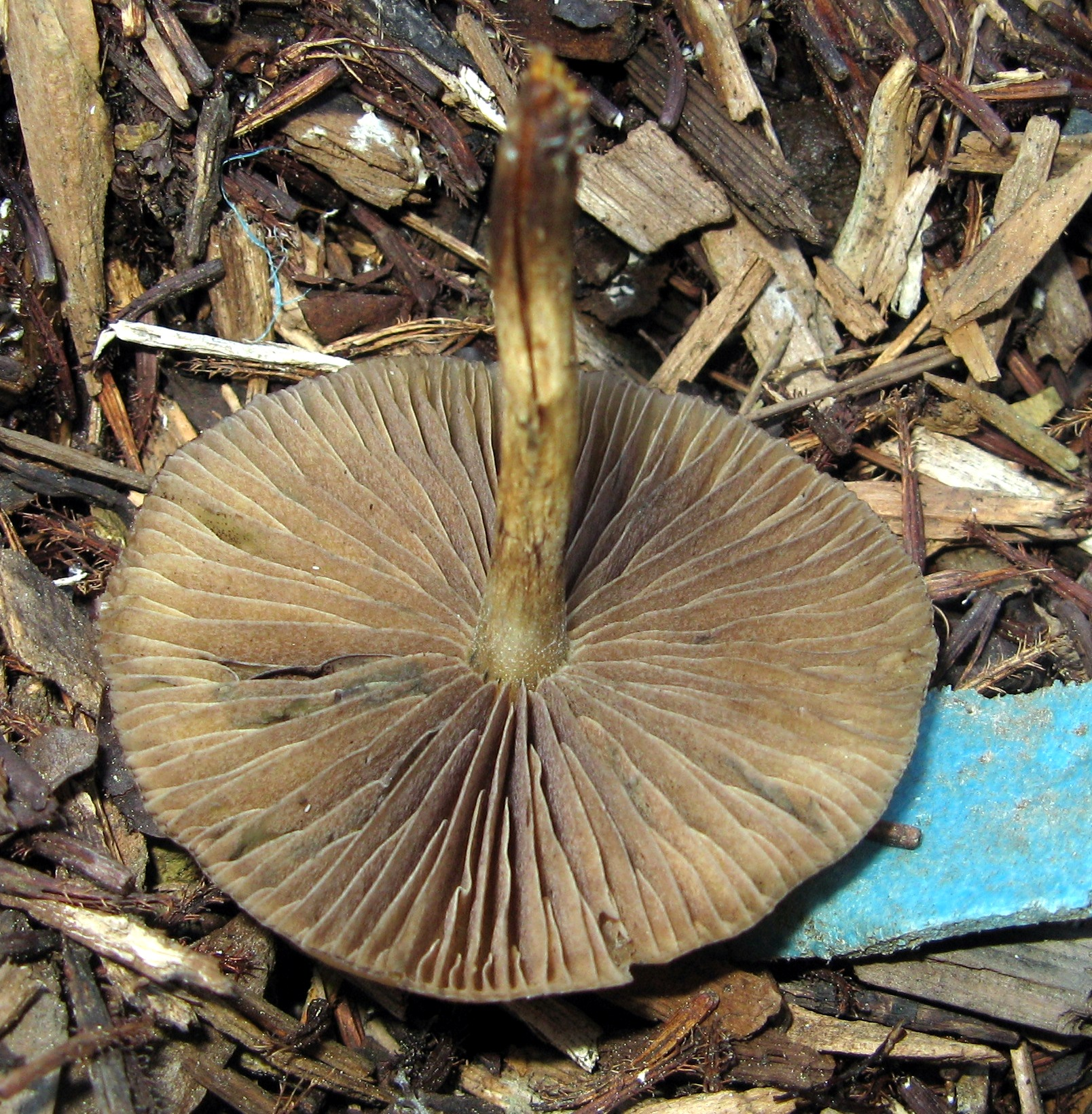
Les lamelles sont adnées à sinuées et deviennent plus foncées à mesure que les spores mûrissent.

Les fructifications de P. allenii sont de taille variable selon le substrat dans lequel elles poussent. Les caps ont un diamètre de 1,5-9 cm, et vont de largement convexes à aplatis, parfois avec une légère dépression au centre. Le bord du chapeau est droit et légèrement incurvé vers l’intérieur, rarement légèrement ondulé, et présente parfois des rainures radiales chez les spécimens humides. La surface est lisse, collante lorsqu’elle est humide, avec une gélatine sur le  chapeau qui peut être pelée. Les fructifications humides sont si glissantes qu’elles sont difficiles à ramasser. Leurs surfaces changent de couleur en fonction de leur degré d’humidité. Ils sont brun orange pâle à brun caramel lorsqu’ils sont humides, mais secs ils deviennent jaunâtres-chamois. Les lamelles sont adnées et sont initialement crème à brun gris pâle, mais deviennent violet foncé au fur et à mesure que les spores mûrissent.
Le pied cylindrique et creux mesure généralement 4-7 cm de long sur 0,2-0,7 cm d’épaisseur, avec la base légèrement plus épaisse. Le sommet du stipe est pruineux, tandis que la base est reliée à d’épais rhizomorphes blancs. La surface du stipe est lisse, comme si elle était faite de fibres soyeuses et minces, et sa couleur est d’abord blanche avant de jaunir légèrement avec l’âge. Le mycélium à la base du pied est blanc ou teinté de bleu. Toutes les parties du fructification se colorent en bleu si elles sont meurtries ou manipulées. Les jeunes spécimens ont un voile blanc qui disparaît plus tard, ou reste sous forme de zone sur le stipe qui peut être colorée en brun violacé par les spores. L’odeur et le goût du champignon sont farineux, semblables à ceux du champignon fraîchement moulu.
Les empreintes de spores sont brun foncé, parfois avec des nuances violettes. Les spores ont une paroi épaisse avec un pore apical et sont allongées ellipsoïdes à équilatérales en vue de face, et quelque peu inéquilatérales en vue latérale, mesurant généralement 12,0–12,6–13,1 par 6,8–7,1–7,4 μm. Les basides (cellules porteuses des spores) sont cylindriques, à quatre spores avec des stérigmata mesurant jusqu’à 5,5 μm de long, et ont des dimensions de 27 à 37 par 9 à 11 μm. Les cheilocystidia (cystidies sur le bord branchial) sont abondantes. Ils sont translucides, à parois minces et de formes variables, et vont de massues étroites aux flacons étroits avec un col ne dépassant pas 8 μm ; Leurs dimensions sont généralement de 20 à 30 par 6 à 8 μm. Les pleurocystides que l’on trouve sur la face branchiale sont fréquentes ; ils sont largement en forme de massues mais se rétrécissent en pointes, parfois avec une pointe arrondie à l’extrémité et mesurent 25 à 35 par 9 à 14 μm. Les caulocystides (que l’on trouve sur le stipe) sont également présentes, avec des formes variables similaires à celles de la chéilo et de la pleurocystide.
Les champignons sont consommés pour leurs propriétés psychoactives, et ont une puissance à peu près similaire à celle de P.cyanescens. Borovička et ses collègues disent qu’ils sont « couramment recherchés par certains chasseurs de champignons » avec des formes variables similaires à celles de la chéilo et de la pleurocystide. P.moravica a un chapeau et un stipe semblables, mais il est généralement plus mince que P. allenii. Le P. cyanescens, qui lui est étroitement apparenté, ne se distingue pas par des caractéristiques microscopiques, mais présente un chapeau ondulé à maturité, une saison de fructification plus longue, de la fin septembre à avril et une zone d’anneau sur le stipe souvent observée chez P.allenii. P. azurescens a un chapeau plus large, une protubérance centrale qui peut être large ou aigue, un stipe plus long jusqu’à 20 cm, et une saison de croissance semblable à celle de P. cyanescens. Les auteurs notent également que le Psilocybe subaeruginosa australien est similaire (y compris deux taxons qui ont depuis été synonymisé : P. australiana et P. eucalypta) mais suggèrent que des recherches supplémentaires sont nécessaires pour mieux comprendre la délimitation de cette espèce complexe.

## Habitat et répartition

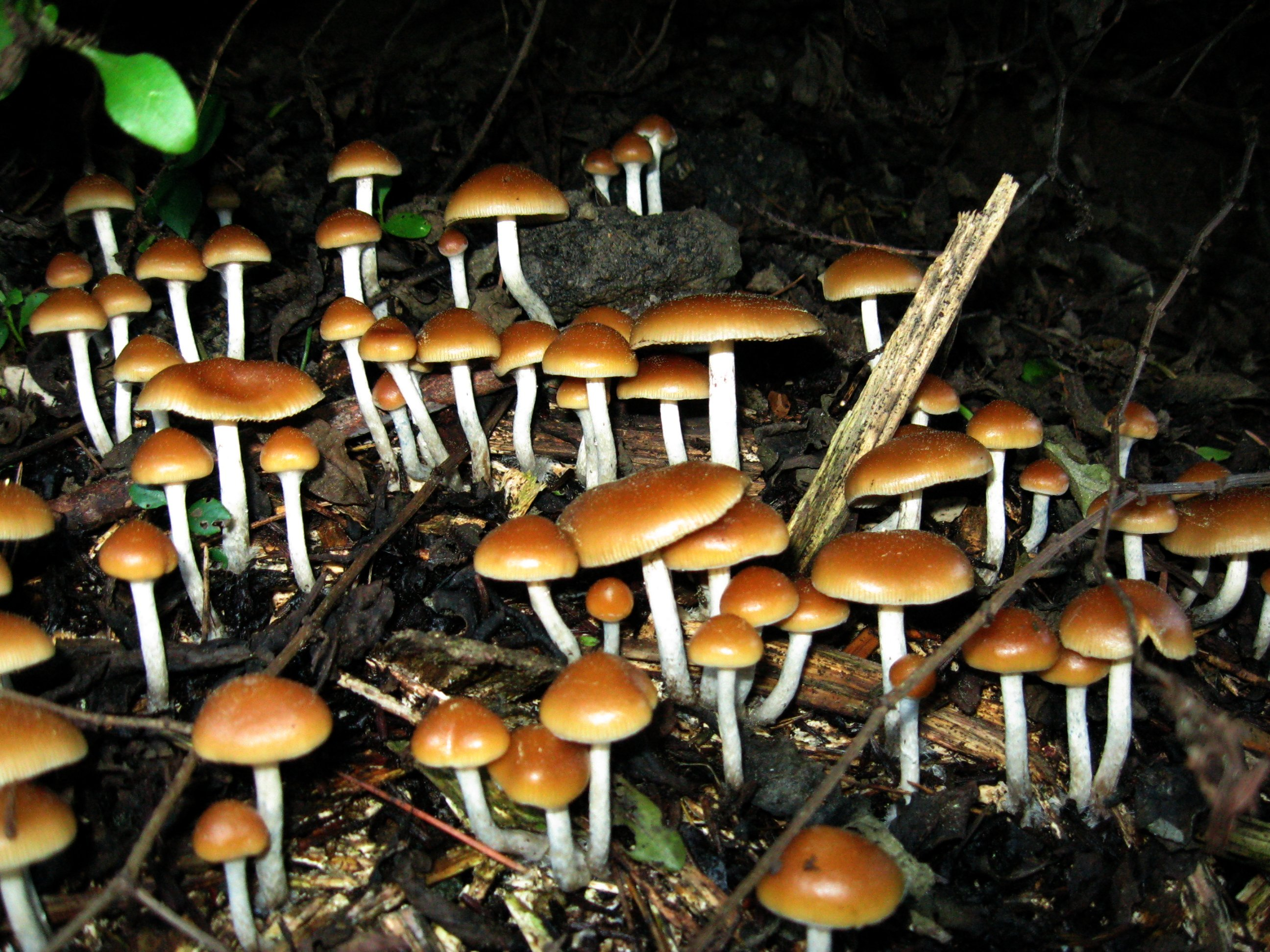
Psilocybe allenii sur sol humide en forêt.

Psilocybe allenii se trouve dans le nord-ouest de l’Amérique du Nord, avec une aire de répartition s’étendant de Colombie-Britannique au sud jusqu’à Los Angeles en Californie. Ce champignon est plus commun dans les zones jusqu’à 15 km de la côte du Pacifique, bien qu’il ait été collecté à 150 km à l’intérieur des terres. Les fructifications poussent éparpillées, en groupes, ou (plus rarement) en grappes, sur les débris ligneux, tels que les copeaux de bois souvent utilisés dans l’aménagement paysager. Les substrats de prédilection comprennent les paillis de bois dur de chêne, d’eucalyptus, de sapin de Douglas et d’aulne. La fructification a lieu par temps froid, généralement de la fin septembre à janvier. L’espèce peut être facilement cultivée sur de l’agar-agar et des supports cellulosiques, y compris des copeaux de bois et de brins de sciage.

## Systématique
Le nom correct complet (avec auteur) de ce taxon est Psilocybe allenii J.Borovička (d), A.Rockefeller (d) & P.G.Werner (d), 2012.

Psilocybe allenii a été décrit comme nouveau pour la science en 2012 par Jan Borovička (d), Alan Rockefeller (d) et Peter G. Werner (d). Borovička a reçu du matériel collecté à Seattle, dans l’État de Washington, dont il a noté qu’il était microscopiquement similaire à celui de Psilocybe cyanescens, mais qu’il lui manquait les marges ondulées de capuchon caractéristiques de cette espèce,,. D’autres études moléculaires publiées par Borovička et son équipe en 2015 ont identifié P. azurescens, P. cyanescens, P. weraroa, P . cubensis, et P. serbica comme étant étroitement liés à P. allenii.
Pendant plusieurs années avant sa description officielle, le taxon était connu dans la région de la baie de San Francisco, et soupçonné d’être une espèce non décrite. Les auteurs suggèrent qu’une photographie en couleur de « P. cyanescens » dans le guide populaire de 1986 de David Arora, « Mushrooms Demystified », pourrait en fait représenter P.allenii. Le mycologue Paul Stamets a suggéré en 2005 qu’il s’agissait « probablement d’une nouvelle espèce, ou du moins d’une espèce nouvellement importée ». Il est communément appelé  Psilocybe cyanofriscosa dans la communauté mycologique en ligne, mais ce nom latin est grammaticalement incorrect et n’a jamais été valablement publié dans la littérature scientifique. L’épithète spécifique allenii rend hommage à John W. Allen, qui a recueilli le matériel original et a donné l’impulsion à l’étude. Allen a collecté le matériel sur le campus de l’Université de Washington en novembre 2009. Il a d’abord collecté le champignon à Capitol Hill en 1982, et plusieurs fois plus tard à Seattle. Il a envoyé certaines de ces collections à Gastón Guzmán, spécialiste mexicain du Psilocybe, qui a d’abord pensé qu’il s’agissait de P.cyanescens en raison de leurs gammes de tailles de spores qui se chevauchent.